# 海沟
海沟是位于海洋中的两壁较陡、狭长的、水深大于5000米（如毛里求斯海沟5,564米）的沟槽。
海沟多分布于活动的海洋板块边缘，在海洋板块与大陆板块的交界处，一般认为它是地球板块相互挤压所形成。
世界大洋约有30条海沟，其中主要的有17条，属于太平洋的就有14条，环太平洋的地震带也都位于海沟附近。地球上最深也最知名的海沟是马里亚纳海沟，它位于西太平洋马里亚纳群岛东南侧，深度大约11,034米。

## 定義
深度超过6000米的狭长的海底凹地。两侧坡度陡急，分布于大洋边缘。如太平洋的菲律宾海沟、大西洋的波多黎各海沟等。
海沟多分布在大洋边缘，而且与大陆边缘相对平行。对于海沟的定义，科学家有许多不同的观点。有人认为，水深超过6000米的长条形洼地都可以叫做海沟。另一些人则认为真正的海沟应该与火山弧相伴而生。世界大洋约有30条海沟，其中主要的有17条。属于太平洋的就有14条。
地球上主要的海沟都分布在太平洋周围地区，环太平洋地震带也都位于海沟附近。地球上最深、也是最知名的海沟是马里亚纳海沟，它位于西太平洋马里亚纳群岛东南侧，深度大约11,034米。1951年英国挑战者Ⅱ号在太平洋关岛附近发现了它。
在地质学上，海沟的产生被认为是海洋板块和大陆板块相互作用的结果。密度较大的海洋板块以30度上下的角度插到大陆板块的下面，两个板块相互摩擦，形成长长的"V"字型凹陷地带。另外，科学家还认识到所有的海沟都与地震有关。环太平洋的地震带都发生在海沟附近。这是因为海沟区的重力值比正常值要低，它意味着海沟下面的岩石圈被迫在巨大的压力作用下向下沉降。

## 海沟特征
海沟是岩石圈的在海洋的消亡边界，大洋岩石圈板块在此俯冲、消亡。主要分布于环太平洋地区，也见于印度尼西亚以西的印度洋和加勒比海域。在太平洋西部和印度洋，海沟与岛弧平行排列；在太平洋东部，海沟与陆缘火山链相伴随。海沟有以下特征：
- 海沟长一般在500～4500千米，宽40～120 千米。地球上最深的马里亚纳海沟深达11,034米。海沟在平面上大多呈弧形向大洋凸出，横剖面呈不对称的V字型，近陆侧陡峻，近洋侧略缓。
- 海沟两侧普遍具有阶梯状的地貌，地质结构复杂，发育蓝闪石片岩相高压低温变质带。海沟中的沉积物一般较少，主要包括深海、半深海相浊积岩。海沟是大洋地壳与大陆地壳之间的接触过渡带。
- 海沟的两面峭壁大多是不对称的"V"字型，沟坡上部较缓，而下部则较陡峭。平均坡度为5度到7度。偶尔也会遇到45度以上的斜坡。
- 海沟为负重力异常带，自由空间异常值可低至－200毫伽以下，热流值仅为1HFU左右，低于地壳平均热流量。
- 海沟分布的地震带是地球上最强烈的地震活动带。震源通常自洋侧向陆侧加深，构成自海沟附近向大陆方向倾斜的震源带（见贝尼奥夫带）。

## 外部連結
National Geography(Mariana Trench) （页面存档备份，存于）